# Dobrzyca (gmina w województwie koszalińskim)
Dobrzyca – dawna gmina wiejska istniejąca w latach 1946–1954 i 1973–1976 w woj. szczecińskim i koszalińskim (dzisiejsze woj. zachodniopomorskie). Siedzibą władz gminy była Dobrzyca.
Gmina Dobrzyca powstała po II wojnie światowej na terenie tzw. Ziem Odzyskanych (tzw. III okręg administracyjny – Pomorze Zachodnie). 28 czerwca 1946 gmina – jako jednostka administracyjna powiatu koszalińskiego – weszła w skład nowo utworzonego woj. szczecińskiego. 6 lipca 1950 gmina wraz z całym powiatem koszalińskim weszła w skład nowo utworzonego woj. koszalińskiego.
Według stanu z 1 lipca 1952 gmina składała się z 7 gromad: Dobrzyca, Słowienkowo, Smolne, Strachomino, Strzepowo, Wierzchominko i Wierzchomino. Gmina została zniesiona 29 września 1954 wraz z reformą wprowadzającą gromady w miejsce gmin.
Jednostkę reaktywowano 1 stycznia 1973 w tymże powiecie i województwie. 1 czerwca 1975 gmina weszła w skład nowo utworzonego (mniejszego) woj. koszalińskiego.
15 stycznia 1976 roku gmina została zniesiona, a jej obszar włączony do gmin:
- Będzino (obszary sołectw: Dobrzyca, Kiszkowe, Kładno, Słowienkowo, Smołne, Strachomino, Strzepowo, Śmiechów, Tymień, Wierzchominko i Wierzchomino),
- Mielno (obszar sołectwa Gąski).